# Pilar Lozano Mac Donald
María del Pilar Lozano Mac Donald (Nuevo León, 10 de octubre de 1974) es una política mexicana, miembro del partido Movimiento Ciudadano. Fue diputada federal en la LXIV Legislatura del Congreso de la Unión de 2018 a 2021. Presidenta de la Comisión de Desarrollo Metropolitano, Urbano, Ordenamiento Territorial y Movilidad.

## Trayectoria Académica
Cuenta con estudios en relaciones internacionales y maestría en política exterior por la Universidad  de Valencia, España. 

## Trayectoria Política
Entre 2014 y 2018 fue Coordinadora estatal de Movimiento Ciudadano en Nuevo León y Secretaria General de Acuerdos de Movimiento Ciudadano.
Dentro de su trayectoria se ha destacado por su trabajo con personas migrantes y con la comunidad mexicana migrante que vive en los Estados Unidos. En el 2018 se desempeñó como Coordinadora de Enlace con Migrantes de la Coalición de “Por México Al Frente”.
Su trabajo también se ha enfocado en seguridad vial y desarrollo metropolitano.